# 圣苏朗
圣苏朗（法語：Saint-Soulan，法語發音：[sɛ̃ sulɑ̃]）是法国热尔省的一个市镇，属于欧什区。

## 地理
圣苏朗（43°30'29"N, 0°51'28"E）面积12.31 平方千米，位于法国奧克西塔尼大區热尔省，该省份为法国西南部内陆省份，北起顺时针与洛特-加龙省、塔恩-加龙省、上加龙省、上比利牛斯省、大西洋比利牛斯省和朗德省接壤。
与圣苏朗接壤的市镇（或旧市镇、城区）包括：贝泽里勒、蒙戈西、蒙塔马、波拉斯特龙、圣马丹吉穆瓦、萨马唐。
圣苏朗的时区为UTC+01:00、UTC+02:00（夏令时）。

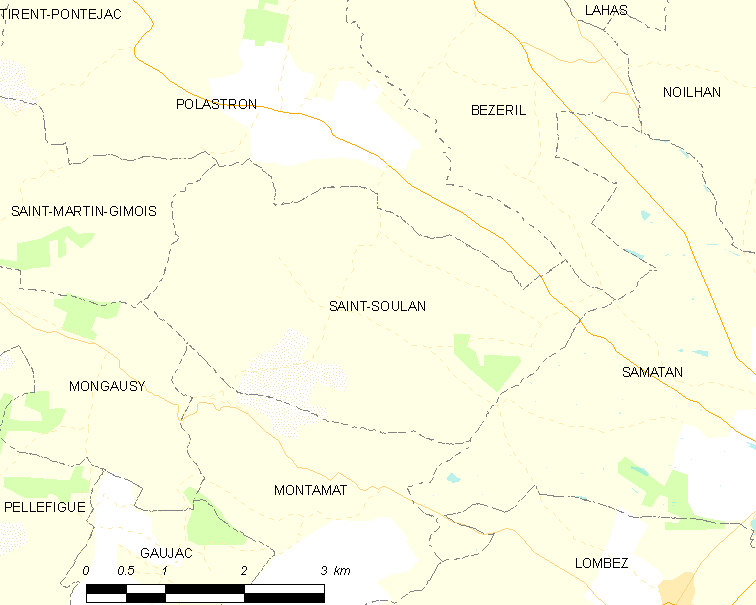
圣苏朗的OSM定位图

## 行政
圣苏朗的邮政编码为32220，INSEE市镇编码为32407。

## 政治
圣苏朗所属的省级选区为萨沃河谷县。

## 人口

1962-2008年间圣苏朗人口变化图示

圣苏朗于2022年1月1日时的人口数量为155人。